# Bombus patagiatus
Espèce
Bombus patagiatus est une espèce de bourdons que l'on trouve en Europe, en Russie, en Mongolie, en Chine et en Corée.